# 達拉卜
達拉卜是伊朗的城市，位於該國南部札格羅斯山脈以南，由法爾斯省負責管轄，距離設拉子270公里，海拔高度1,120米，主要農產品有煙草、棉花、小麥、柑橘、棗、葡萄、蔬菜、薔薇等，2012年人口58,811。是伊朗最古老的城市之一，传说该城为阿契美尼德王朝的大流士一世所建，故而得名为答剌卜（Dārāb-gard意为大流士城）。史诗《列王纪》中亦有提到该城。